# Tabuk (provins)
Tabuk (arabiska: تبوك) är en provins i nordvästra Saudiarabien, och gränsar mot Jordanien och Sinaihalvön.